# 雷恩高等商學院
48°07′40″N 1°41′32″W / 48.127836°N 1.692360°W
雷恩高等商學院，也稱為雷恩商學院，為位於法國伊勒-维莱讷省首府雷恩的一所高等專業學院（也稱為大学校），於1990年由雷恩工商會（現已合併為伊勒-維萊訥商工會）所創立。該校同時也是大學校聯盟的一員，開設有大學校碩士學位（管理學碩士），較重視教學與實踐的結合，為全球1%能通過國際商管學院促進協會（AACSB）、歐洲質量改善系統（EQUIS）、工商管理碩士協會（AMBA）世界三大認證的商學院，金融時報評為管理碩士（Master in Management）全球排名第54大、財務金融碩士（Master in Finance）全球排名第24大。
課程大多以英語授課，有90％的教師來自法國以外（42個國家），有55％的學生為國際學生。

## 校園設施
校區位於雷恩市內，距離雷恩地鐵A線蓬沙约站約1公里，校園佔地27,000平方米，擁有4棟教學大樓，包含圖書館、3座體育場地、1座戶外運動場、學生社團場地、音樂室、3個研究中心。
2021年，雷恩商学院建立的巴黎校区，地处巴黎的中心地带（9, rue d’Athènes, 75009 Paris），毗邻 Saint-Lazare火车站。

## 國際排名
| 發表機構 | 金融時報   | 金融時報         | 金融時報     | 金融時報     | QS世界大學排名 | QS世界大學排名 | QS世界大學排名 | QS世界大學排名 |
| 排名種類 | 歐洲商學院 | 全球高級管理碩士 | 全球管理碩士 | 全球金融碩士 | 財務金融碩士   | 商業分析碩士   | 管理學碩士     | 市場營銷碩士   |
| -------- | ---------- | ---------------- | ------------ | ------------ | -------------- | -------------- | -------------- | -------------- |
| 2018年   | 56         | 90               | 55           | 24           | -              | -              | -              | -              |
| 2019年   | 56         | 97               | 51           | 24           | -              | -              | -              | -              |
| 2020年   | -          | -                | 54           | 29           | 101+           | 101+           | 51+            | 51+            |

## 開設學位與課程
| - 學士 - 國際管理學士（Bachelor in Management） - 碩士 - 管理學碩士（Master in Management） - 戰略與數位營銷碩士（MSc in Strategic and Digital Marketing） - 體育、休閒與旅遊管理碩士（MSc in Sports, Leisure & Tourism Management） - 永續管理及生態創新碩士（MSc in Sustainable Management & Eco-innovation） - 國際商務談判碩士（MSc in International Negotiation & Business Development） - 國際會計、管理控制及審計碩士（MSc in International Accounting, Management Control and Auditing） - 全球商務管理碩士（MSc in Global Business Management）（雷恩/巴黎） - 金融數據與人工智能碩士（MSc in Financial Data Intelligence） - 國際奢侈品及品牌管理碩士（MSc in International Luxury & Brand Management）（雷恩/巴黎） - 文化設計創意項目管理碩士（MSc in Creative Project Management, Culture & Design） - 供應鏈管理碩士（MSc in Supply Chain Management） - 新創碩士（MSc in Innovation & Entrepreneurship） - 國際人力資源管理碩士（MSc in International Human Resource Management） - 國際金融碩士（MSc in International Finance） - 資料與商務分析碩士（MSc in Data and Business Analytics） - 地緣政治與商業碩士（MSc in Geopolitics & Business） | - 暑期課程 - 交換課程 - 博士（PhD） - 高級管理人員教育（Executive education） - 高級管理人員工商管理碩士（Executive MBA） - 國際工商管理碩士（International MBA） - 利潤中心管理 - 專業培訓 - 經驗驗證（VAE, ） |

## 外部連結
- （英文） 雷恩商學院官網 （页面存档备份，存于）
- （法文） 雷恩商學院官網 （页面存档备份，存于）
- （英文） 雷恩商學院的X（前Twitter）